# Hammond orgle
Hammondove orgle (izvirno ang. Hammond organ) so električno oziroma elektromehansko glasbilo, ki ga je leta 1935 izumil in začel industrijsko proizvajati Laurens Hammond, izumitelj in lastnik podjetja, ki je sprva proizvajalo izjemno natančne ure. Do izuma električnih orgel je prišlo naključno, ko je Hammond opazil, da mehanizmi njegovih električnih ur proizvajajo zvok. Tehnologijo proizvajanja zvoka je nato s pomočniki tako razvil, da je nastalo glasbilo, ki je v naslednjih desetletjih postalo izjemno priljubljeno in je močno vplivalo na razvoj številnih glasbenih žanrov, izumiteljevo podjetje pa rešilo iz finančne krize. 
Župnijski organist je leta 1933 prišel k Hammondu z idejo za izdelavo glasbila, ki bi nadomestilo cerkvene orgle. Njegove orgle je v prvih treh letih proizvodnje kupilo 1750 cerkva, leta 1966 pa so na njih igrali v več kot 50.000 cerkvah. Do leta 1975 jih je bilo izdelanih okrog dva milijona. Obstaja 130 modelov. Kmalu so postale nadvse priljubljene tudi pri jazzu, reggaeju, rocku in ostalih glasbenih zvrsteh. 
Na začetku so izdelovali samo konzolske modele (2 manuala s po 61 tipkami in 25 pedalov), kasneje so pa začeli izdelovati tudi špinetne modele (2 manuala s po 44 tipkami in 13 pedalov). 
Zvok se proizvaja deloma mehansko, s pomočjo rotirajočih se tonskih koles (tonewheel). Gre za 91 kovinskih zobnikov s sinusnim zobatim profilom, ki jih elektromotor neprestano poganja.Pred vsakim zobnikom je tuljava z magnetnim jedrom, v katerem se inducira sinusna izmenična napetost, pri čemer nastaja frekvenca. Tipke delujejo kot stikala, ki pod pritiskom vodijo induktivni tok do ojačevalca, potem pa v zvočnik. 
Po zgledu klasičnih orgel imajo tudi hammondove orgle registre (drawbare) - vsak izmed manualov ima na izbiro dva seta po devet registrskih stikal. Vklop vsakega izmed njih poudari(okrepi glasnost) enega izmed alikvotnih tonov osnovnega tona,zato so registri označeni s tonskimi višinami enako kot pri mehanskih orglah (8' daje osnovni, realni zvok, 4' za oktavo višjega, 1 6' za oktavo nižjega, 2 2/3' je kvinta …)
Zvok hammondovih orgel se je bistveno izboljšal z izumom lesliejevega zvočnika (po izumitelju Donaldu Leslieju) – tudi krajše leslie, ki z vrtenjem dveh zvočnikov (za visoke in nizke tone) v nasprotnih smereh ter različnih hitrostih razpršuje zvok po prostoru ter po želji ustvarja tudi učinek vibrata. Zaradi hitrosti vrtenja pride do dopplerjevega efekta.
Zvok hammondovih orgel je svež in barvno bogat, njihova odzivnost pa izjemno hitra in natančna. Zato so med električnimi glasbili morda najbolj virtuozne, po kakovostizvoka pa najbližje akustičnim glasbilom.
Hammondove orgle so v primerjavi s klasičnimi, mehanskimi cerkvenimi/koncertnimi orglami precej kompaktnejše, lahke za prenosin preproste za izdelavo. Obsegajo le igralnik z dvema manualoma in pedalno klaviaturo, ki je nameščena na ohišje, v katerem je tudi celoten elektromehanski mehanizem. (Le zvočnik v obliki lesene škatle stoji posebej.) Zato so sprva postale priljubljene kot glasbilo v kapelah ameriške vojske, Hammondovo podjetje pa jih je reklamiralo predvsem kot glasbilo, ki naj bi v cerkvah nadomestilo orgle s piščalmi. Kot njihovo glavno prednost so navajali majhnost in cenovno dostopnost pa tudi dejstvo, da obdržijo intonacijoin jih ni treba uglaševati. Vse to naj bi jim odprlo ne le vrata cerkva, temveč tudi zasebnih domov, kjer bi (in pogosto tudi so) v meščanskih dnevnih sobah nadomestile pianino ali harmonij. Uporabne pa so bile tudi v studiih radijskih postaj, kjer so kot spremljava pevcem lahko nadomestile manjši instrumentalni ansambel. Kmalu je postalo jasno, da hammondove orgle ne bodo nadomestile cerkvenih, temveč bodo našle svojo pot v zabavni glasbi. Med prvimi zvezdniki, ki so jim prinesli slavo v petdesetih letih 20. stoletja, je bil Jimmy Smith. Jazzovski in bluesovski glasbeniki so kmalu prepoznali njihov potencial, med prvimi George Gershwin, Fats Waller, Count Basiein predvsem virtuozinja Ethel Smith. Šestdesetih in sedemdesetih letih so našle pot tudi v rhythm and blues, rokenrol, progressive rock in metal, v osemdesetih pa v reggae. Pop je v osemdesetih letih preferiral uporabo sintetizatorjev, vendar se je priljubljenost hammondovih orgel ohranila še do danes. Slišimo jih na posnetkih bendov, kot so Deep Purple, Van der Graaf Generator, Pink Floyd, Genesis, Emerson, Lake&Palmer, pa tudi na jamm sessionih v jazzovskih klubih in protestantskih cerkvah, ki gojijo gospel.
Proizvajali so jih v podjetjih The Hammond Organ Company (1935-1985), Hammond Organ Australia (1986-1989) ter Hammond-Suzuki(1989-), in sicer gre za mehanske s tonskim kolesom (1935-1975),tranzistorske modele (1967-1985) ter digitalne modele (1986-). Med najbolj priljubljenimi in razširjenimi pa tudi zbirateljem najbolj dragocenimi model je bil vsekakor model B-3 Iz leta 1954, seveda z lesliejevim zvočnikom.